# Fausto Cuocolo
Fausto Cuocolo (Tortona, 24 febbraio 1930 – Genova, 19 settembre 2006) è stato un giurista, politico e banchiere italiano.
Fu tra i più autorevoli costituzionalisti del dopoguerra e uno dei "padri" – nonché uno dei massimi esperti – del regionalismo italiano

## Biografia
Frequenta a Genova il Liceo classico Giuseppe Mazzini di Sampierdarena, dove ottiene la maturità classica. In quegli anni partecipa attivamente alla lotta di liberazione dal nazi-fascismo e si iscrive giovanissimo alla Democrazia Cristiana.
A 22 anni si laurea cum laude in Giurisprudenza presso l'Ateneo genovese con una tesi sul rinvio presidenziale nella formazione delle leggi. Due anni dopo si laurea cum laude anche in Scienze politiche, con una tesi in diritto costituzionale comparato sulle forme di governo italiana e francese.
Negli anni cinquanta frequenta i Movimenti europeisti e diviene membro dell'Esecutivo JEF (Jeunes Européens Fédéralistes), lavorando a Parigi e stringendo contatti con De Gasperi e Schuman.

### L'inizio dell'attività scientifica
Cuocolo iniziò già in giovane età la ricerca scientifica in ambito giuspubblicistico, collaborando con i costituzionalisti dell'Università La Sapienza di Roma ed in particolare con Vezio Crisafulli e Carlo Esposito.
Nel 1960 ottenne la libera docenza in Diritto costituzionale con votazione unanime.
Nel 1967 pubblicò il volume su Le leggi cornice nel rapporto tra Stato e Regioni (Giuffrè), uno dei contributi più rilevanti sul tema del regionalismo italiano (fu terminato insieme a Giuliano Amato ed Enzo Cheli) e che gli valse la cattedra di Diritto costituzionale.

### Attività accademica
Cuocolo insegnò "Istituzioni di diritto pubblico" a Genova, prima presso la Facoltà di Giurisprudenza, poi - a partire dal 1970 - presso la Facoltà di Scienze politiche, di cui è cofondatore e Preside per otto anni.
Negli anni novanta ha insegnato Diritto regionale presso l'Università LUISS Guido Carli di Roma, mantenendo la cattedra genovese in qualità di Professore ordinario di Diritto costituzionale. Alla fine degli anni novanta tornò ad insegnare presso la Facoltà di Giurisprudenza dello stesso Ateneo, lasciando Scienze politiche. Nel 2005 è stato infine nominato Professore Emerito dal Ministro dell'Università.
Cuocolo ha pubblicato centinaia di articoli scientifici in Italia e all'estero, prevalentemente in tema di diritto costituzionale, diritto pubblico e diritto regionale.
La sua opera più rilevante e nota è il manuale Istituzioni di diritto pubblico, edito per l'ultima volta nel 2003 (alla sua dodicesima edizione).
Nel 2005 vengono pubblicati gli Studi in onore di Fausto Cuocolo, editi da Giuffrè in due volumi, che raccolgono saggi dei più autorevoli costituzionalisti italiani, dedicati alla sua figura e alla sua dottrina.

### L'attività politica e bancaria

#### Il regionalismo e le attività nella sua regione
Cuocolo è considerato uno dei padri del regionalismo italiano: sin dagli anni Cinquanta ha pubblicato articoli scientifici e saggi monografici a sostegno della necessità di un'attuazione del disegno costituzionale in tema di Regioni.
Ha partecipato alla redazione dello Statuto della Regione Liguria fin dal periodo precedente alla nascita dell'ente Regione Liguria stesso, sia nella sua prima versione del 1970, che in quella del 2005 e che precedette di un solo anno la sua morte.
Cuocolo ha fondato nel 1981 la rivista specialistica Quaderni regionali e ne è rimasto Direttore fino alla morte nel 2006. La rivista si è accreditata fin dall'inizio come uno dei punti di riferimento del dibattito regionalista italiano: ospita saggi dei più importanti studiosi sui profili di attualità del diritto costituzionale regionale.
All'attività accademica Cuocolo ha affiancato l'attività politico-istituzionale, ricoprendo importanti cariche nelle amministrazioni liguri a partire dal 1975 (tra le altre, come Vicepresidente della Provincia di Genova, poi come Presidente del Consiglio regionale della Liguria dal 1981 al 1985) sempre nelle file della Democrazia Cristiana e rimanendo nel consiglio regionale in alcune legislature (II, III, IV, fino al 1990 ). A livello nazionale è stato inoltre consulente giuridico di molti Presidenti del Consiglio italiani e del Conseil d'Europe: ad esempio è stato tra i consulenti del Presidente della Repubblica Francesco Cossiga.

#### Attentato delle Brigate Rosse
Il 31 maggio 1979 è stato vittima di un sanguinoso attentato organizzato dalle Brigate Rosse: è stato infatti colpito a bruciapelo da cinque proiettili (ossia, come si diceva all'epoca, "gambizzato") da due brigatisti durante una sessione di esami nell'aula 3 all'Università di Genova. È stata la prima volta che le Brigate Rosse hanno organizzato un attentato all'interno di una struttura scolastica, per di più durante lo svolgimento di una sessione di esami.
In seguito all'attentato, Cuocolo ha vissuto sotto scorta per diversi anni, tanto più che nel 1981 si apprese che il professor Cuocolo era stato "condannato a morte" dalle Brigate Rosse, poiché non si era ritirato a vita privata dopo il primo attentato. Il secondo progetto criminoso venne per fortuna sventato dalle Forze dell'ordine il giorno prima dell'evento.

#### Attività bancaria
A partire dagli anni Novanta ha ricoperto importanti posizioni nel sistema bancario nazionale italiano: dal 1993 è Presidente della Fondazione Cassa di risparmio di Genova e Imperia (Fondazione Carige) e, successivamente, diventa Presidente di Banca Carige S.p.A. e vicepresidente della Cassa di Risparmio di Savona. Ricopre inoltre posizioni di rilievo all'interno dell'ABI (Associazione bancaria italiana), in particolare come consigliere, e all'ACRI (Associazione fra le Casse di risparmio italiane).
Negli ultimi anni della sua presidenza Carige, il Prof. Cuocolo ha criticato alcuni aspetti della gestione di tale Banca (in particolare, nelle attività delle Assicurazioni) e per questo ha rifiutato l'approvazione al bilancio Carige 2002: per questa ragione rimase isolato nel Consiglio di Amministrazione, che si dimise in blocco ed infine decretò l'espulsione di Cuocolo nel 2003.

### Altre attività
Negli anni Novanta ricoprì anche l'incarico di componente della Corte federale della Federazione Italiana Giuoco Calcio, il principale organo di giustizia sportiva del sistema calcistico italiano.

## Riconoscimenti
Nel 2000 gli viene conferita la Laurea honoris causa in Scienze economiche dall'Accademia Plekhanov di Mosca (una delle più prestigiose istituzioni universitarie russe nel settore della Business Administration). Cuocolo è il secondo italiano, dopo Romano Prodi, ad essere cooptato fra gli Accademici Plekhanov.

## Memoria
A cadenza regolare, si è tenuta una giornata di studio nazionale dedicata al pensiero di Fausto Cuocolo, con una rassegna dedicata al Regionalismo italiano., a cui è anche intitolata una borsa di studio.

## Opere
Ha scritto più di 160 articoli e saggi scientifici e 19 volumi monografici. Si ricordano in particolare:
- Il rinvio presidenziale nella formazione delle leggi, Milano, Giuffrè, 1955;
- Il Governo nel vigente ordinamento italiano, Milano, Giuffrè, 1959;
- Gli atti dello Stato aventi forza di legge, Milano, Giuffrè, 1961;
- Le leggi cornice nei rapporti tra Stato e Regioni, Milano, Giuffrè, 1967;
- Saggio sull'iniziativa legislativa, Milano, Giuffrè, 1971;
- Bicamerale: atto primo. Il progetto di revisione costituzionale, Milano, Giuffrè, 1997;
- Principi di diritto costituzionale, Milano, Giuffrè, 1999, 2ª edizione;
- Istituzioni di diritto pubblico, Milano, Giuffrè, 2003, 12ª edizione, ISBN 88-14-10691-6;
- Lezioni di diritto pubblico, Milano, Giuffrè, 2006, 4ª edizione.